# Geokichla wardii
Geokichla wardii е вид птица от семейство Turdidae.

## Разпространение
Видът е разпространен в Бутан, Индия, Непал и Шри Ланка.